# Mixocera serraticornis
Mixocera serraticornis är en fjärilsart som beskrevs av W. Warren 1897. Mixocera serraticornis ingår i släktet Mixocera och familjen mätare. Inga underarter finns listade i Catalogue of Life.